# Orcula
Orcula is een slakkengeslacht uit de familie van de Orculidae. De wetenschappelijke naam van het geslacht werd voor het eerst geldig gepubliceerd in 1838 door Friedrich Held.

## Kenmerken
Het slakkenhuisje is cilindrisch tot conisch-cilindrisch of langwerpig-eivormig met 8 tot 10 licht gebogen windingen. De laatste winding stijgt iets van de windingas naar de mond. De hoogte varieert van 6 tot 9 mm, de breedte tussen 2,5 en 3,7 mm. De kleur varieert van groenachtig geelachtig tot donkerbruin. De embryonale windingen (0,5 tot 1 krans) zijn in wezen glad, of zeer fijne spiraalvormige strepen zijn aangegeven. De volgende windingen dragen fijne radiale strepen. De mond is voorzien van één tot drie spindellamellen en een pariëtale lamel. De pariëtale lamel reikt tot diep in de mond. Het gehemelte is glad of heeft een sterke vouw of een tand. Af en toe wordt ook een subangularis gevormd.

## Geografische spreiding en leefgebied
De soorten van het geslacht Orcula zijn inheems in Midden- en Zuid-Europa. Ze leven in bossen en hoge bergen onder en tussen stenen, puin en rottend hout.

## Soorten
- Orcula austriaca S. Zimmermann, 1932
- Orcula conica (Rossmässler, 1837)
- Orcula dolium (Draparnaud, 1801)
- Orcula fuchsi S. Zimmermann, 1931
- Orcula gularis (Rossmässler, 1837)
- Orcula imbricata (Jickeli, 1873)
- Orcula jetschini (M. Kimakowicz, 1883)
- Orcula pseudodolium A. J. Wagner, 1912
- Orcula restituta (Westerlund, 1887)
- Orcula schmidtii (Küster, 1843)
- Orcula spoliata (Rossmässler, 1837)
- Orcula tolminensis A. J. Wagner, 1912
- Orcula wagneri Sturany, 1914
- Orcula zilchi Urbański, 1960